# 德科拉图拉
德科拉图拉（義大利語：Decollatura），是意大利卡坦扎罗省的一个市镇。总面积50.35平方公里，人口3304人，人口密度65.6人/平方公里（2009年）。ISTAT代码为079043。